# Polonia en los Juegos Olímpicos de Salt Lake City 2002
Polonia estuvo representada en los Juegos Olímpicos de Salt Lake City 2002 por un total de 27 deportistas que compitieron en 9 deportes.  
El portador de la bandera en la ceremonia de apertura fue el patinador artístico Mariusz Siudek.

## Medallistas
El equipo olímpico polaco obtuvo las siguientes medallas:
| Nombre      | Deporte         | Competición        |
| ----------- | --------------- | ------------------ |
| Oro         |                 |                    |
| —           |                 |                    |
| Plata       |                 |                    |
| Adam Małysz | Saltos en esquí | Trampolín grande M |
| Bronce      |                 |                    |
| Adam Małysz | Saltos en esquí | Trampolín normal M |